# کین موریسون
کین موریسون (به انگلیسی: Ken Morrison) (زادهٔ ۲۰ اکتبر ۱۹۳۱) کارآفرین، بازرگان و مدیر ارشد اجرایی بریتانیایی است، که در حال حاضر به‌عنوان رییس هیئت مدیره شرکت موریسونس فعالیت می‌کند.